# Clytocerus intermedius
Clytocerus intermedius är en tvåvingeart som beskrevs av Sara 1951. Clytocerus intermedius ingår i släktet Clytocerus och familjen fjärilsmyggor. Inga underarter finns listade i Catalogue of Life.